# ロールシャッハ (スイス)
ロールシャッハ（ドイツ語: Rorschach）は、スイス、ザンクト・ガレン州のロールシャッハ行政区にある基礎自治体（ポリティッシェ・ゲマインデン）。ボーデン湖（コンスタンツ湖）の南側に位置する。 

## 概要

### 地理

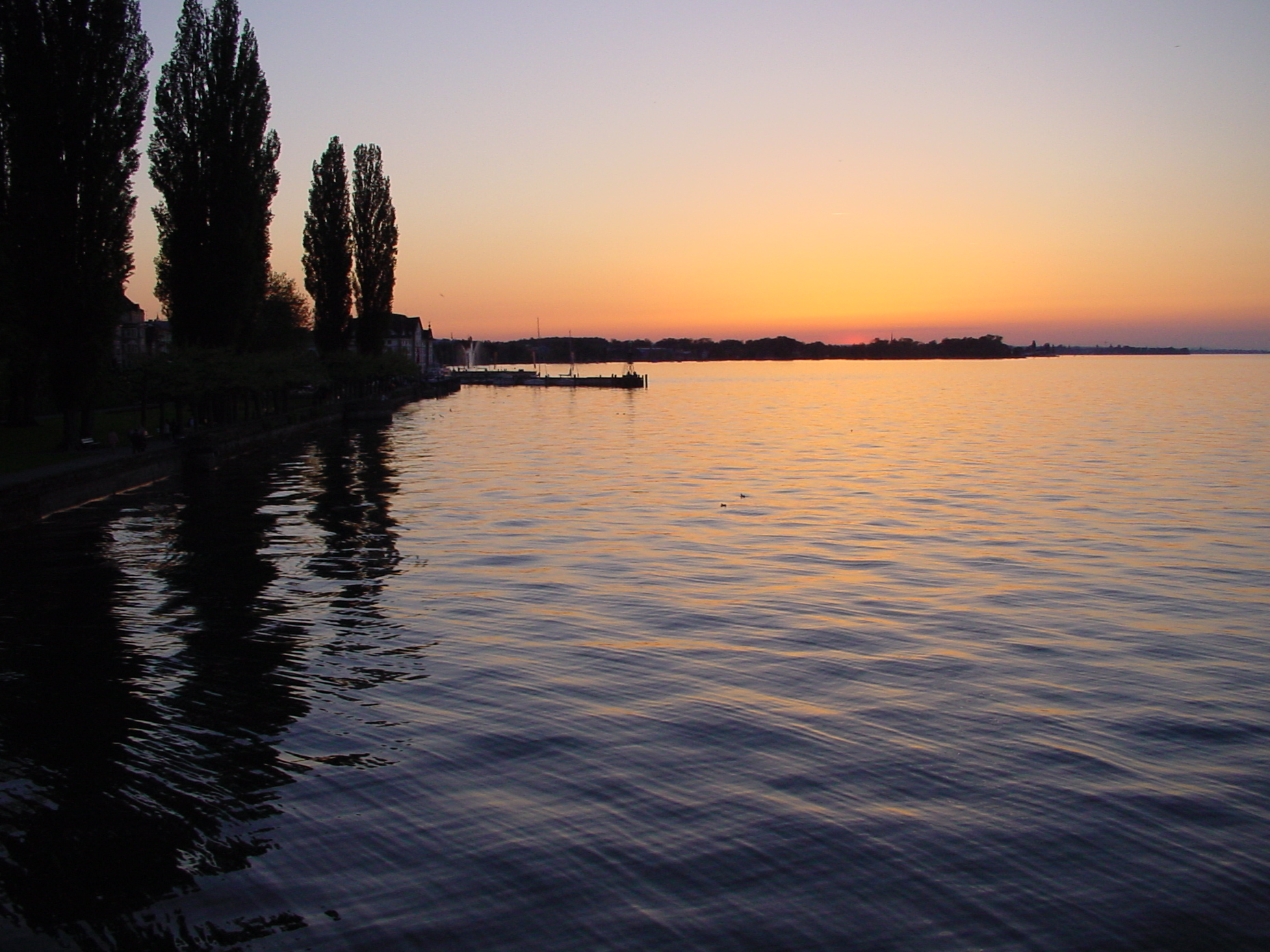
ロールシャッハ近郊のボーデン湖

ロールシャッハは2006年現在、1.8 km2 (0.69 sq mi)の面積を持つ。ボーデン湖近辺に位置し、ロールシャッハ行政区の中心都市である。

### 人口統計
2015年12月31日の時点で人口は9,214人。人口の歴史的変遷は以下の通りである。
| 年     | 人口   |
| ------ | ------ |
| 1468年 | 約875  |
| 1850   | 1,751  |
| 1900   | 9,140  |
| 1950   | 11,325 |
| 2000年 | 8,647  |

### 政治
2007年の総選挙において、この地域で最も支持を集めたのはスイス国民党（SVP）で、26.１％を獲得した。次いでスイス社会民主党（SP）、スイスキリスト教民主党（CVP）などが支持された。

### 交通

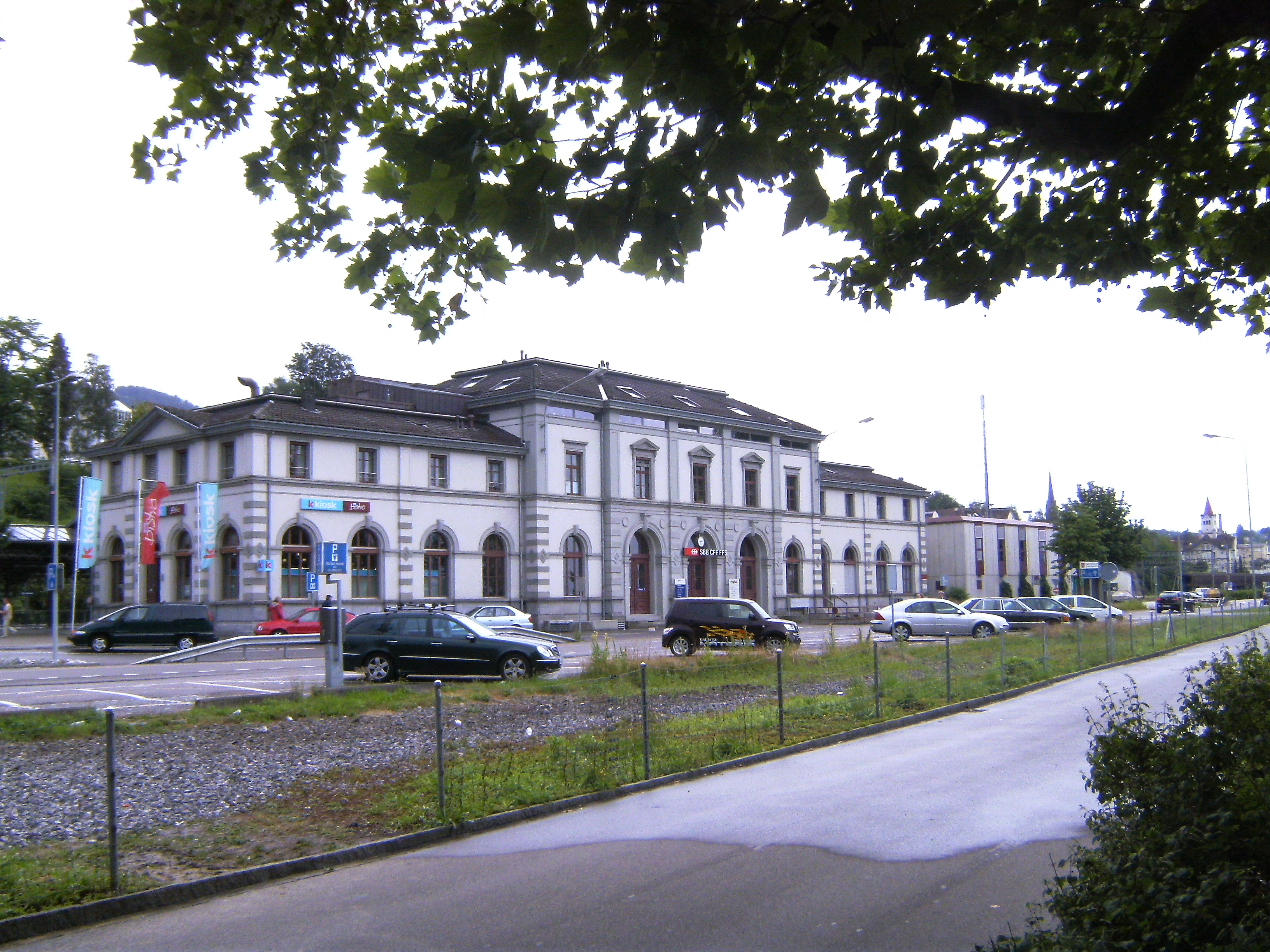
ロールシャッハ駅

鉄道がロールシャッハとザンクト・ガレン、ザンクト・マルグレーテン、ローマンスホルンをそれぞれ結んでいる。ラック鉄道のロールシャッハ-ハイデン鉄道はハイデン（標高800m）との間を結んでおり、1856年にロールシャッハ駅はチューリッヒ-ザンクト・ガレン鉄道の終点となり、「ロールシャッハ-ザンクト・ガレン鉄道（Rorschach–St. Gallen railway）」となった。以前はボーデン湖までの電車があったため、フランクフルトやベルリンから列車を変更せずにハイデンまで行くことができた。
高速道路A1がロールシャッハの南を通っているが、ジャンクション自体はない。 高速道路は、西はザンクト・ガレン、東はザンクト・マルグレーテンまで伸びている。 
ロールシャッハには、旅客フェリーが運航する港もある。 これらの船は湖畔にあるスイス側の町とドイツ側の町をつないでいる。 
また多くのハイキングコースがあり、その中にはサンティアゴ・デ・コンポステーラの巡礼路の一つである「聖ヤコブの道」も含まれている。 

### 紋章

ロールシャッハの紋章

市の紋章記述は「Gules a Garb Or between two Perches urinant.」と表される。

## 歴史

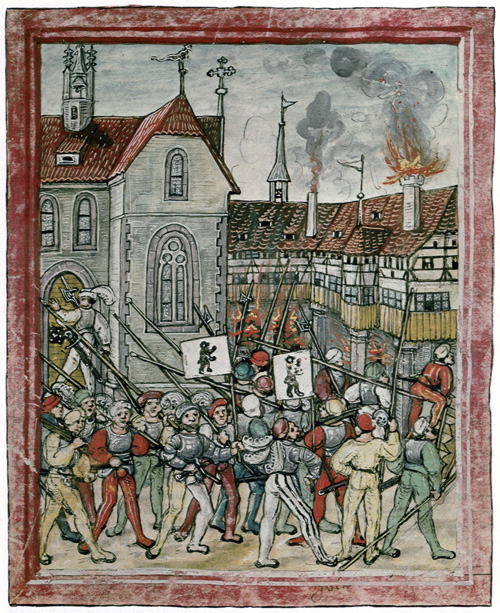
アッペンツェルとザンクト・ガレンの兵がロールシャッハの修道院を攻撃する様子。（ルツェルン・シリングより）

ロールシャッハが初めて歴史に登場するのは850年のことで、当時は「Rorscachun」と呼ばれていた。 947年、オットー1世はザンクト・ガレン修道院の修道院長にロールシャッハで市場の操作や造幣、関税賦課ができる権利を与えた。 
1489年から1490年にかけて起きたロールシャッハにおける修道院の破壊（Rorschacher Klosterbruch）は、ザンクト・ガレン戦争を引き起こした。ザンクト・ガレン市との数十年にわたる紛争の末、1480年後半に修道院長は修道院をザンクト・ガレン市からロールシャッハに移動する計画を立て始めた。移動することによって、彼は都市の独立と紛争から逃れることを望んだ。加えて、重要な湖の交易ルートに近づくことで、ロールシャッハを主要な港にし、税金を稼ぐことができるようになった。するとザンクト・ガレン市とその市長ファルンビューラーは、新しい港ロールシャッハによって貿易ルートがザンクト・ガレン市とアッペンツェルを迂回することを恐れた。こうして彼らは修道院の港を経由して生地を売らざるを得なくなった。 ザンクト・ガレンやアッペンツェルの都市は新しい修道院に反対したにもかかわらず、教皇シクストゥス4世の承認と皇帝フリードリヒ3世との長い交渉の末、新しい修道院の礎石が1487年3月21日に敷設されることとなった。
最初は修道院長の計画に単に抗議するのみであったが、それが行き詰まると彼らは修道院への攻撃を計画し始めた。スイス連邦はシュヴァーベン同盟との間に緊張が走っていたため、介入してはこないだろうと信じていたからである。1489年7月28日、アッペンツェルの1200人とザンクト・ガレンの350人の一団が現在のエッガーシュリートの一部に集結し、修道院に行進した。たちまち壁を壊し、見つけたものはすべて燃やした。修道院の備蓄品を飲み、たいらげた後、彼らはようやく家に戻った。攻撃のせいで修道院長は彼がすでに建設に費やした13,000ガルデンと、さらに家具や備蓄品の代金として3,000ガルデンを消費することになった。 修道院の封臣はザンクト・ガレンやアッペンツェルの行動に協力的であり、1489年10月21日に反乱軍と「Waldkircher Bund」を結んだ。
修道院長はその後ザンクト・ガレンとアッペンツェルに報復するため数ヶ月間をスイス連邦の味方から支援を取り付けるのに費やしたが、序盤はほとんど失敗に終わった。味方の4つの州（チューリッヒ、ルツェルン、シュヴィーツ、グラールス）は概ね修道院長を支持していたが、連邦の残りは支持していなかったのであった。しかし「Waldkircher Bund」の創設が連邦を脅かしているというように思われるようになると、連邦のメンバーは修道院支持へと突き動かされた。1490年1月24日、連邦は4つの州がザンクト・ガレン市とアッペンツェルを攻撃することを許可した。 連合からの部隊に直面し、「Waldkircher Bund」は各集団が防御の準備をするにつれて解体された。2月11日及び12日、スイス同盟軍はザンクト・ガレン市を包囲し、2月15日に降伏させた。平和条約によって「Waldkircher Bund」は解散し、修道院長の所領は回復され、破壊された新しい修道院の再建が許可されたが、ザンクト・ガレン市に留まることが条件だった。新しい修道院の再建は1497年に始まり、1518年に竣工した。しかしそれはザンクト・ガレン修道院の行政機関としての役割しか持たず、後に学校になった。 

## 出身有名人

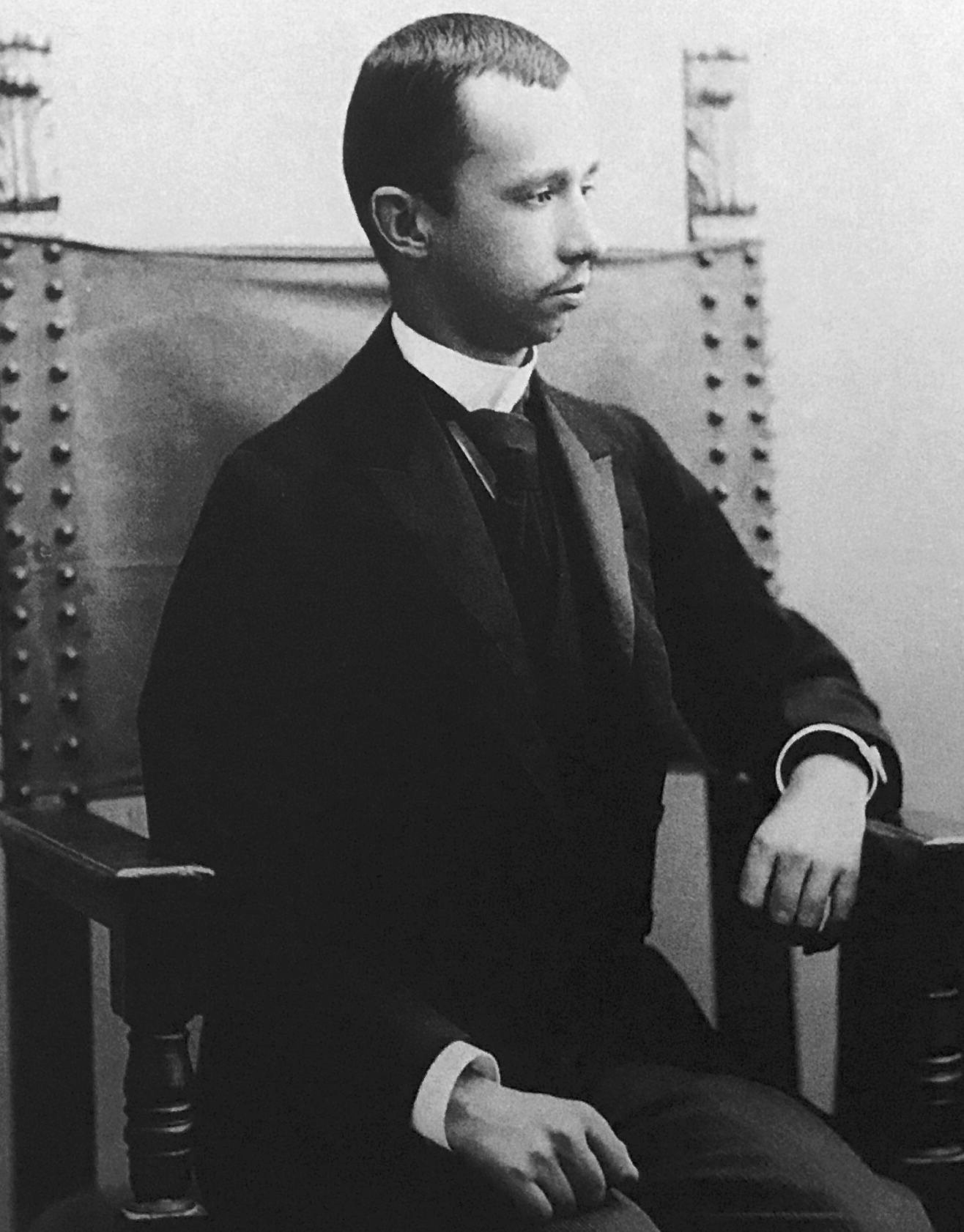
パルマ公エンリコ

- エンリコ・ディ・ボルボーネ＝パルマ（ブルボン=パルマ家課長、名目上のパルマ公）
- エミール・ヤニングス（俳優、アカデミー主演男優賞受賞者[9]）
- ニール・ジャニ（プロレーシングドライバー）
- ウルス・アップ（思想史家、宗教史家、哲学史家）

## ギャラリー

ヴァルター・ミッテルホルツァーによる空撮（1918年から1937年の間）
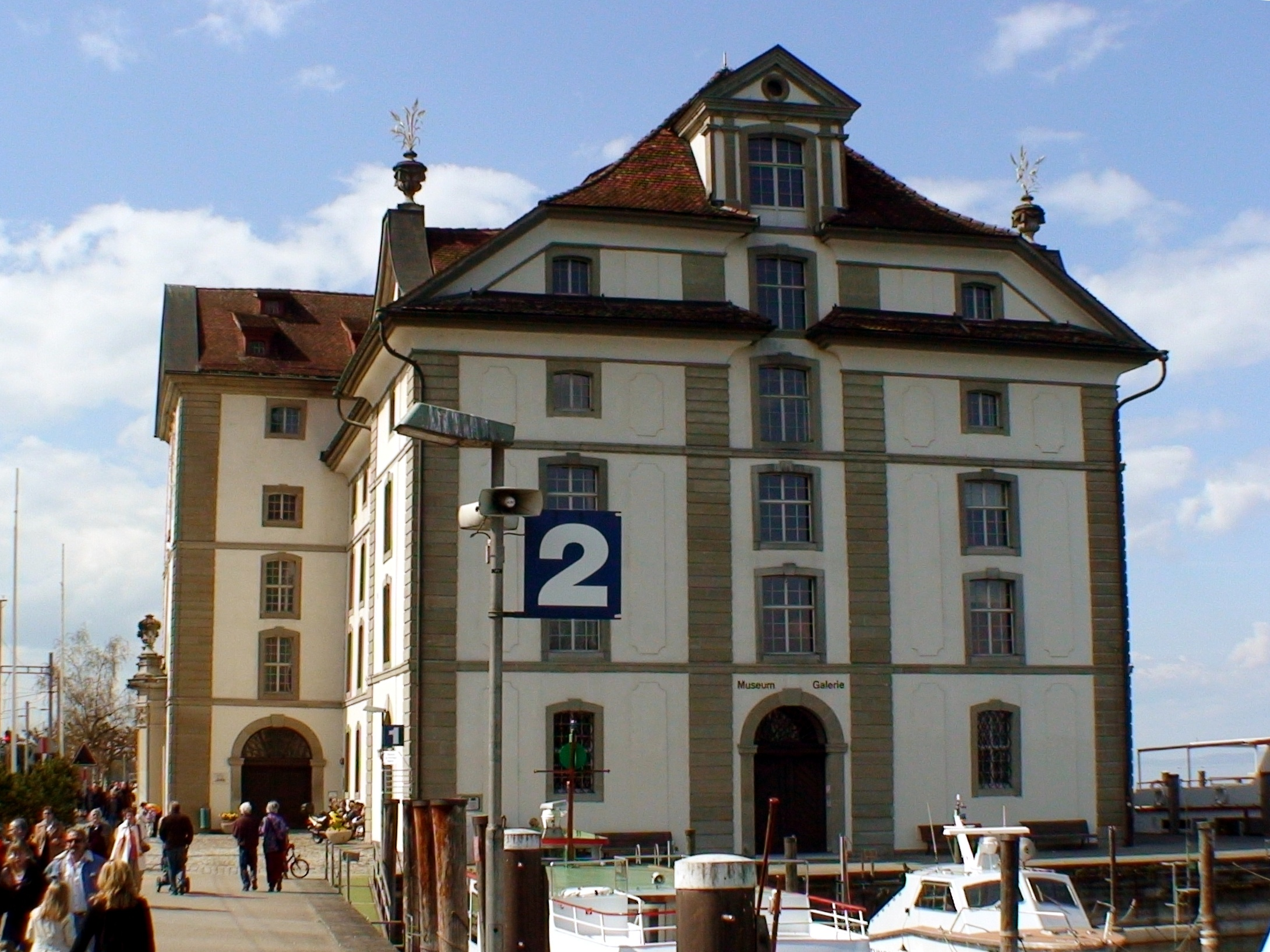
「The Kornhaus」（1749）
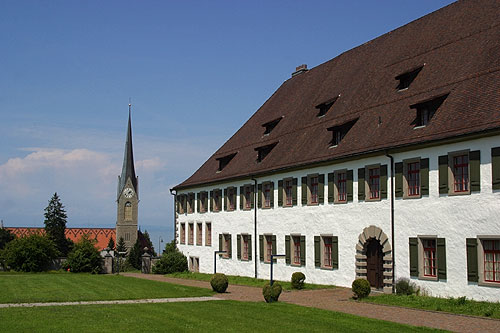
マリアバーグ修道院
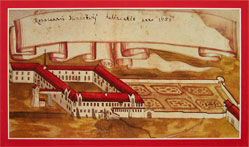
1689年のマリアバーグ修道院の計画
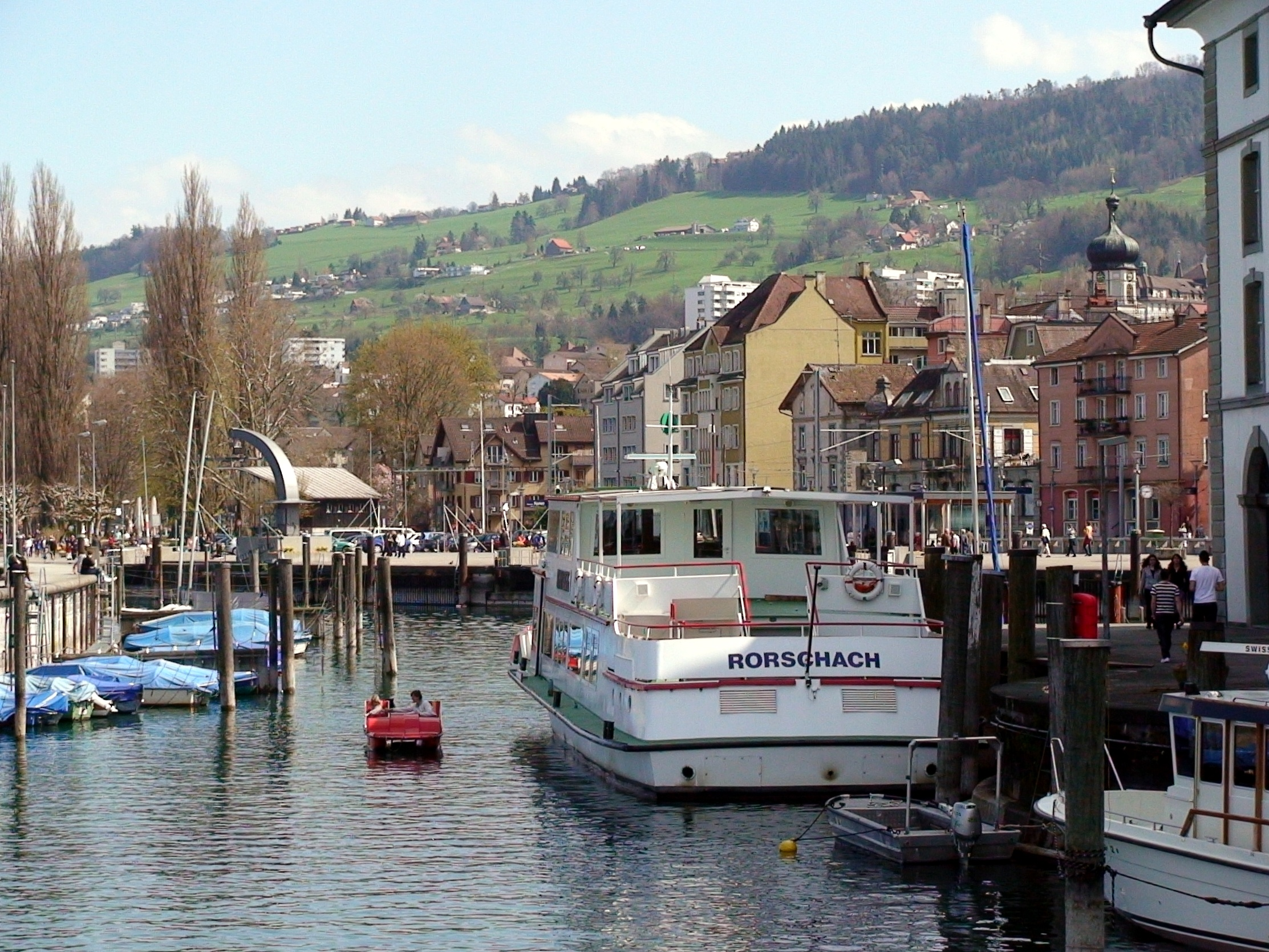
波止場の様子
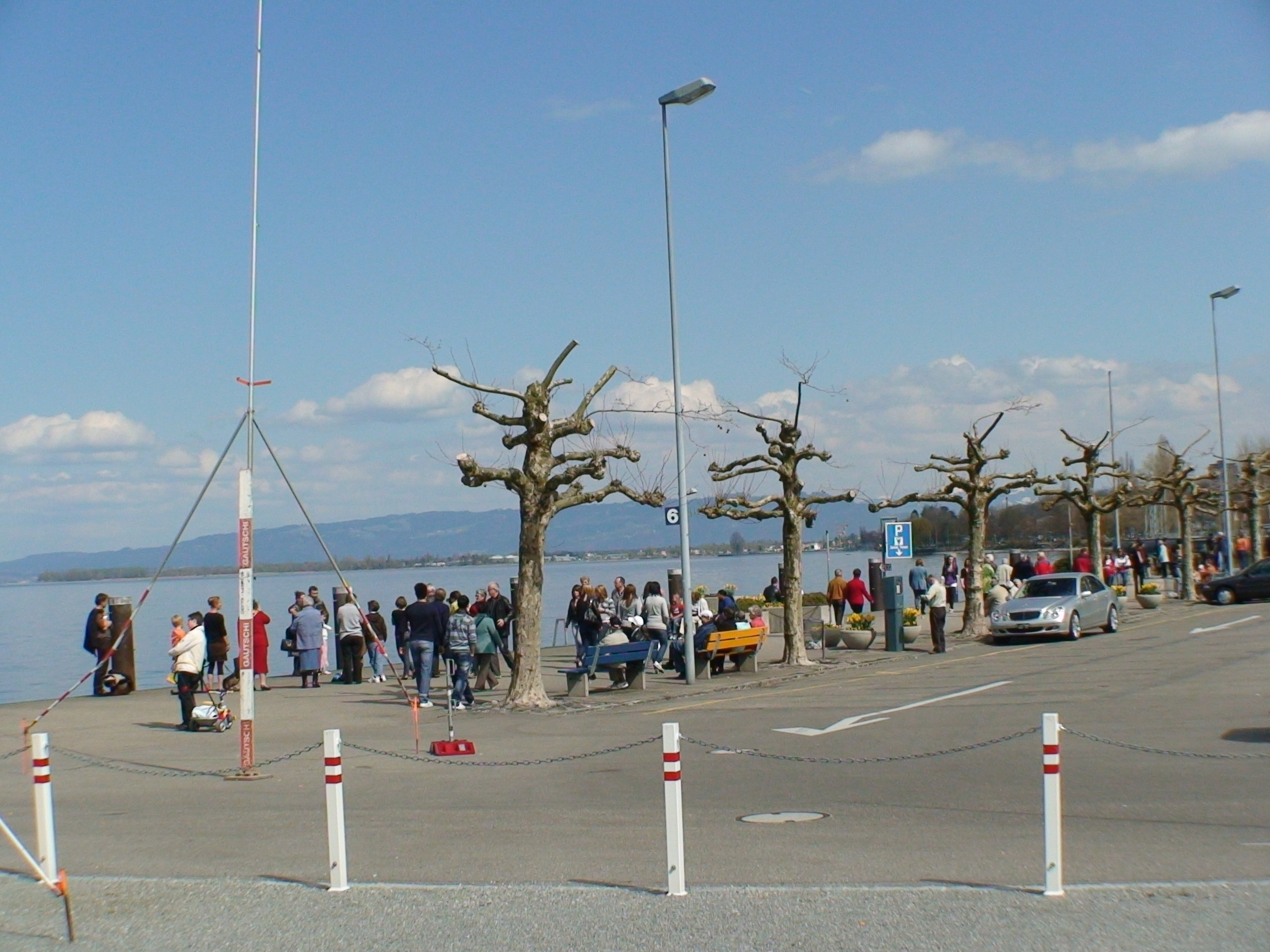
湖畔の様子
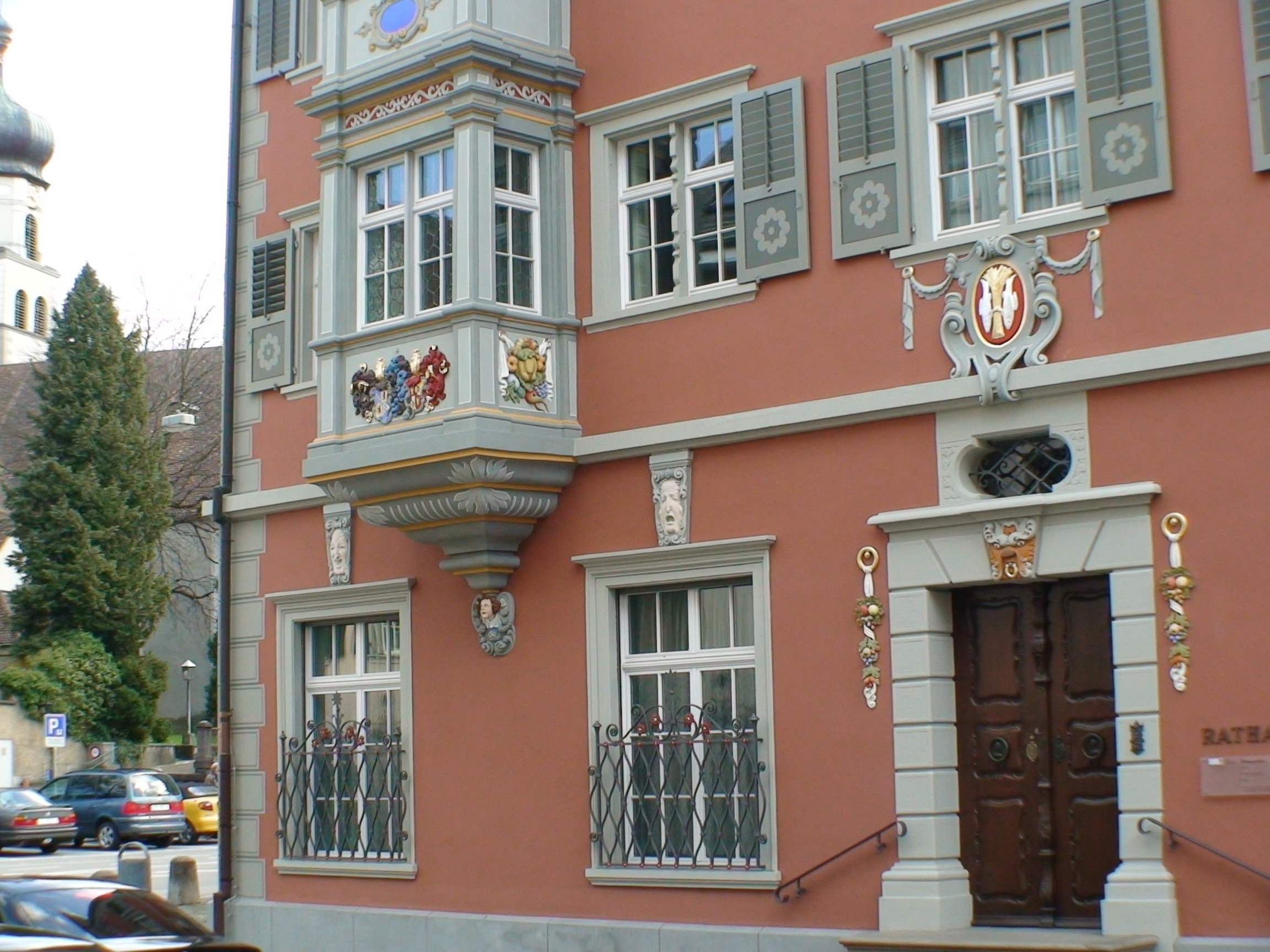
市庁舎
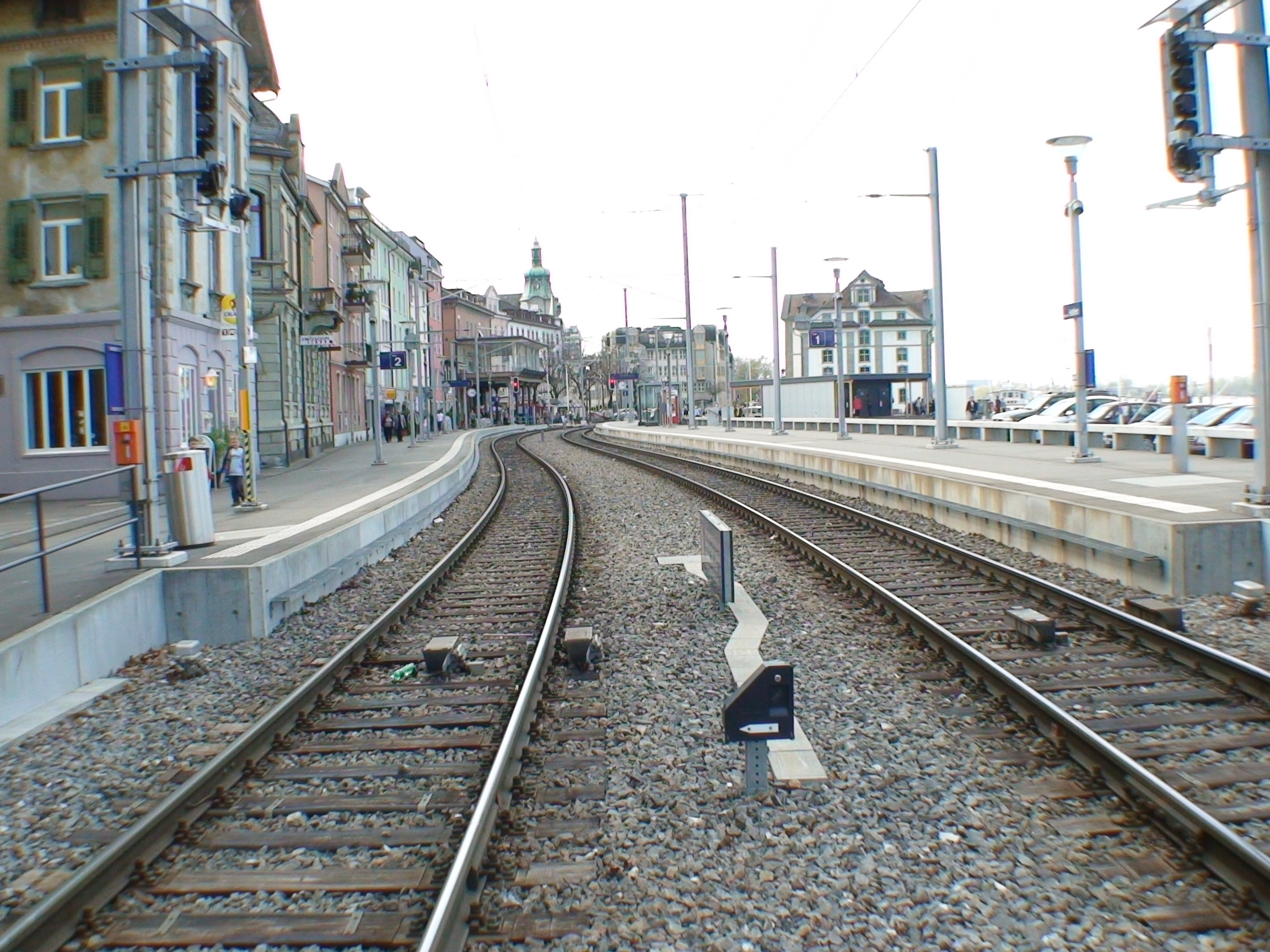
鉄道